# Vackert väder ur Gitarr och dragharmonika
Vackert väder är en av skalden Gustaf Frödings mest kända dikter. Den publicerades i diktsamlingen Gitarr och dragharmonika år 1891. Dikten utspelar sig en sommardag i Värmland, vid sjön Värmeln i nuvarande Arvika kommun.
Inte långt från Brunskogs kyrka ligger gården Slorudsborg där Gustaf Fröding vistades under hela 1884 och flera somrar på 1880- och 1890-talen hos sin syster Mathilda Fröding. 